# Jessie Bates III
Jessie Bates III (Fort Wayne, 6 febbraio 1997) è un giocatore di football americano statunitense che milita nel ruolo di safety per gli Atlanta Falcons della National Football League (NFL).

## Carriera

### Cincinnati Bengals
Al college Bates giocò a football con i Wake Forest Demon Deacons dal 2016 al 2017. Fu scelto nel corso del secondo giro (54º assoluto) del Draft NFL 2018 dai Cincinnati Bengals. Il 3 settembre 2018 mise a segno il primo intercetto in carriera contro i Baltimore Ravens ai danni di Joe Flacco, ritornandolo per 21 yard. La sua prima stagione si concluse con 111 tackle e 3 intercetti, venendo inserito nella formazione ideale dei rookie dalla Pro Football Writers Association.
Nel 2020 Bates fu inserito nel Second-team All-Pro.
Il 13 febbraio 2022 Bates partì come titolare nel Super Bowl LVI ma i Bengals furono sconfitti dai Los Angeles Rams per 23-20.
Nel marzo 2022 su Bates fu applicata la franchise tag. In quella stagione fece registrare un nuovo primato personale di 4 intercetti.

### Atlanta Falcons
Il 13 marzo 2023 Bates firmó un contratto quadriennale del valore di 64 milioni di dollari. Nella prima partita con la nuova maglia fece registrare 10 placcaggi, 2 intercetti e forzó un fumble, venendo premiato come miglior difensore della NFC della settimana. Nel dodicesimo turno intercettò un passaggio di Derek Carr ritornando il pallone per 92 yard in touchdown nella vittoria sui New Orleans Saints. In quella partita fece registrare anche 12 placcaggi e un fumble forzato, venendo nuovamente premiato come difensore della NFC della settimana. A fine stagione fu convocato per il suo primo Pro Bowl e inserito nel Second-team All-Pro dopo essersi classificato terzo nella NFL con 6 intercetti.
Nel secondo turno della stagione 2024 Bates fu premiato come miglior difensore della NFC della settimana dopo avere messo a segno l'intercetto decisivo  nel finale del Monday Night Football contro i Philadelphia Eagles, in cui fece registrare anche 12 placcaggi (di cui uno con perdita di yard) e due passaggi deviati. Nella settimana 16 ritornò un intercetto su Drew Lock in touchdown nella vittoria sui New York Giants per 34-7.

## Palmarès
- Convocazioni al Pro Bowl: 1

2023
- Second-team All-Pro: 2

2020, 2023
- Difensore della NFC della settimana: 3

1ª e 12ª del 2023, 2ª del 2024
- PFWA All-Rookie Team - 2018